# Німрод

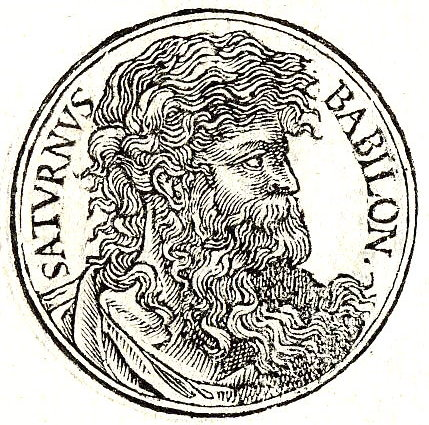
Портрет царя Німрода в збірнику гравюр Гійома Руйе, Promptuarii Iconum Insigniorum (1553)

Німрод — перший після Всесвітнього потопу хамітський цар, праонук Ноя, онук Хама, син Куша. Засновник Вавилону та Ніневії.
Згадується в Книзі Буття:
- Буття 10:8 — Куш народив також Німрода: сей почав бути міцним на землі.
- Буття 10:9 — Він був значний звіролов перед Господом; а тому й кажуть: значний звіролов, як Німрод, перед Господом.
- Буття 10:10 — Царство його спочатку [складали]: Вавилон, Ерех, Аккад і Калне, на землі Шінеар[6].

Згідно з «Юдейськими старожитностями» Йосипа Флавія за правління Німрода була здійснена невдала спроба створити у Вавилоні стовп (башту) висотою аж до неба — Вавилонську вежу, відомою за Книгою Буття як Вавилонське стовпотворіння.